# Харитонов, Евгений Михайлович
Евге́ний Миха́йлович Харито́нов (род. 4 октября 1946, Михайловская, Краснодарский край) — российский учёный и государственный деятель, директор ВНИИ риса (1998—2015), профессор КГАУ, бывший губернатор Краснодарского края. Действительный член РАСХН (2007), академик РАН (2013).

## Биография

### Образование
Окончил Кубанский сельскохозяйственный институт по специальности «агроном» и Ростовскую Высшую партийную школу.
Трудовую деятельность начал шофёром колхоза, в дальнейшем работал агрономом, начальником районного управления сельского хозяйства, директором лесхоза.

### Политическая деятельность
Избирался первым секретарём Лабинского райкома КПСС Краснодарского края, председателем Лабинского районного Совета.
С 1993 по 1994 год — глава администрации Курганинского района Краснодарского края, с августа 1994 по июль 1996 года был губернатором Краснодарского края. Защитил кандидатскую диссертацию «Кратическое поведение: социальный анализ» (1995) и докторскую — «Власть в современном обществе: микросоциологический анализ» (1997). С января по июль 1996 года по должности входил в Совет Федерации, был членом Комитета по вопросам экономической политики.
В 1996 году проиграл губернаторские выборы. С 1996 по 1998 год был первым проректором  Кубанского государственного аграрного университета.
Избирался депутатом Краснодарского краевого Совета (1990). С 1995 года являлся членом Совета НДР и председателем Совета Краснодарского регионального отделения движения, с 1997 года был членом Политсовета НДР.
В 1998−2015 годах возглавлял Всероссийский научно-исследовательский институт риса, с 2015 года является научным руководителем данного института. С 2001 году возглавляет кафедру истории и политологии Кубанского государственного аграрного университета. В 2005 году стал членом-корреспондентом, а с 2007 года действительным членом Российской академии сельскохозяйственных наук, с 2013 года — академик Российской Академии наук ( Отделение сельскохозяйственных наук РАН).
В 2009 году был одним из официальных оппонентов на защите кандидатской диссертации Сергея Цапка.
Является специалистом в области адаптивно-ландшафтной системы земледелия в рисоводстве.  Автор более 170 научных работ, в числе которых 15 книг и монографий. Имеет 33 авторских свидетельства и 7 патентов. Под его научным руководством подготовлены и защищены 1 докторская и 6 кандидатских диссертаций.

## Награды
- Медаль «Герой труда Кубани» (12 декабря 2016) — за многолетний добросовестный труд и большой личный вклад в развитие агропромышленного комплекса Кубани

- Заслуженный работник сельского хозяйства Кубани (2001)
- Орден Святого Даниила Московского (1997)
- Медаль ордена «За заслуги перед Отечеством» (2002)
- Медаль «За трудовую доблесть» (1976)
- Международная награда имени Сократа (2005)
- Международная премия «Имя в науке»
- Лауреат премии Администрации Краснодарского края в области науки и образования (2001)